# Les Brutes en blanc
Les Brutes en blanc est un essai de Martin Winckler, publié par Flammarion en 2016 et portant sur la maltraitance médicale de la part de professionnels de santé en France,,,.

## Résumé
L'auteur y dénonce le comportement problématique volontaire ou non de la part de certains médecins envers leurs patients : relation d'autorité, paternalisme, poursuite de pratiques médicales parfois injustifiées... Il s'agit selon lui d'une attitude répandue en France, qui a pour principale origine la formation des médecins.

## Réception et critiques
Entre octobre 2016 et mai 2017, l'ouvrage est vendu à hauteur de 30 000 exemplaires. Il est accueilli de manière plutôt froide par une partie des médecins en France. Un médecin généraliste dénonce par exemple des « amalgames » dangereux que le livre véhicule, considérant que les médecins maltraitants sont des « cas isolés » et « marginaux », et que supposer que tous les médecins peuvent être maltraitants serait de nature à décourager les professionnels de santé.